# San Juan del Río (Santiago Choápam)
San Juan del Río es una comunidad del estado mexicano de Oaxaca, que forma parte del municipio de Santiago Choápam.

## Localización y demografía
La comunidad de San Juan del Río se encuentra localizada en un exclave del territorio municipal localizado al noreste del territorio principal, completamente rodeado por el municipio de San Juan Lalana. Sus coordenadas geográficas son 17°29′34″N 95°45′38″O / 17.49278, -95.76056 y tiene una altitud de 130 metros sobre el nivel del mar, se encuentra en el noreste del estado, muy cerca de los límites con el estado de Veracruz.
Se comunica con la cabecera municipal, Santiago Choápam, por un camino rural de terracería, la distancia que los separa es de aproximadamente 30 kilómetros. 
De acuerdo al Censo de Población y Vivienda de 2020 realizado por el Instituto Nacional de Estadística y Geografía, tiene una totalidad de 999 habitantes, de los que 533 son mujeres y 466 son hombres.

## Pandemia por coronavirus
A principios de febrero de 2021 se reportó que la comunidad era escenario de un brote de enfermedad por COVID-19 que habría contagiado a aproximadamente la mitad de la población, y al 3 de febrero, habría dejado un saldo de 12 muertos, 14 hospitalizados y al menos 400 contagios; reportándose que el origen del contagio masivo habría sido un baile popular llevado a cabo el 5 de enero anterior con motivo de a celebración del día de Reyes y durante el cual no se contemplaron las medidas sanitarias pertinentes.